# Krimpenerwaard (município)

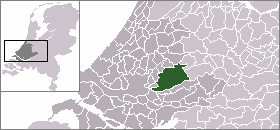
Município de Krimpenerwaard

Krimpenerwaard é um município da província da Holanda do Sul, nos Países Baixos. O município tem 55 213 habitantes (30 de abril de 2017, fonte: CBS) e abrange uma área de 161,3 km² (dos quais 0 km² é água).

## Cidades e vilas

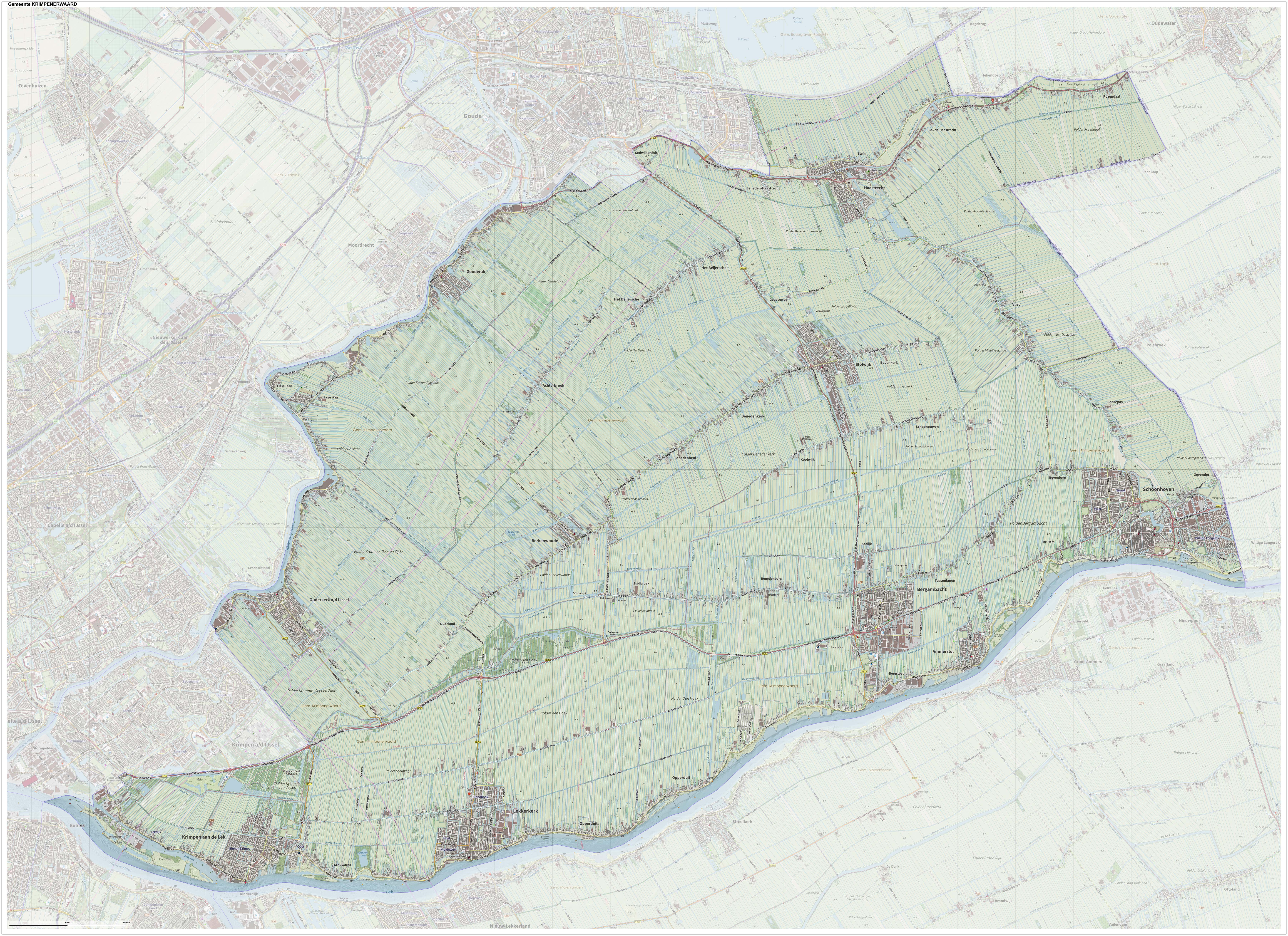
Dutch topographic map of the municipality of Krimpenerwaard, June 2015

- Schoonhoven
- Bergambacht
- Stolwijk
- Ammerstol
- Haastrecht
- Berkenwoude
- Lekkerkerk
- Krimpen aan de Lek
- Vlist
- Gouderak
- Ouderkerk aan den IJssel